# Nels Cline
Nels Cline (4 de enero de 1956 en Los Ángeles) es un guitarrista y compositor estadounidense que trabaja con Nels Cline Singers y Wilco.

## Carrera
Cline comenzó a tocar la guitarra a los doce años cuando su hermano mellizo, Alex Cline empezó a tocar la batería. Ambos comenzaron a desarrollarse musicalmente juntos y tocaban en una banda llamada Homogeneized Goo, además de graduarse de la University High School de Los Ángeles al mismo tiempo.
Cline es conocido por su trabajo de improvisación en sus proyectos, así como su uso de los pedales de efectos y los dispositivos para generar loops que le dan a su música un sonido característico. Ha tocado con los músicos de jazz Charlie Haden, Gregg Bendian, Wadada Leo Smith, Time Berne, Vinny Golia y el bajista Eric Von Essen, un compañero en el grupo Quarter Music, una banda de jazz de Los Ángeles. Cline también integró los grupos Geraldine Fibbers y Scarnella con Carla Bozulich. Tocó, co-arregló y produjo su álbum The Red Headed junto a Jenny Scheinman, Scott Amendola, Devin Hoff y Willie Nelson, además de trabajar en el álbum Evangelista. Además, los dos trabajaron esporádicamente durante doce años en canciones para tocar en directo, en producciones y grabaciones, sin contar las giras y los conciertos.
El guitarrista ha tocado en más de 150 álbumes de los géneros de jazz, pop, rock, country y música experimental. Es también miembro de la banda ganadora de premios Grammy Wilco, a la que se unió a principios de 2004. Su colaboración con el grupo fue la historia de portada de la revista Guitar Player. Cline figura en los créditos de los álbumes de la banda Sky Blue Sky, Wilco (The Album) y The Whole Love, así como en el disco en directo Kicking Television: Live in Chicago y varias giras con la banda. Cline usa un amplificador de marca Schroeder DB-7, fabricado por Tim Schroeder de Schroeder Guitar & Amp Repair especialmente para él.

## Vida personal
Cline está casado con la anteriormente tecladista de Cibo Matto Yuka Honda. Su matrimonio se celebró en la ciudad natal de Honda en Japón, en noviembre de 2010. Se conocieron a través de Mike Watt, cuando él reunió al grupo Floored By Fou. Cline también integró la banda Plastic Ono Band de Yoko Ono junto a Honda como guitarrista invitado en su gira de 2010.